# 가대 (망원경)

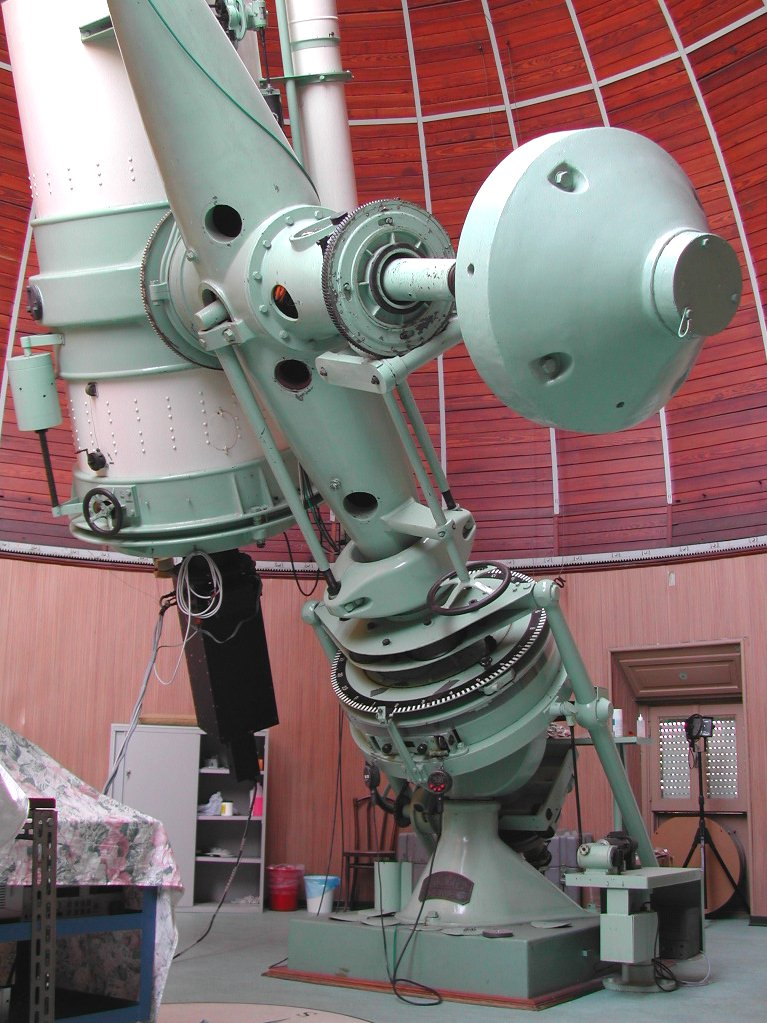
Merate 천문대에 있는 1 미터 Zeiss 망원경, Merate (LC), Italy. (South support)

망원경의 가대는 망원경을 지지해주는 기계적인 도구이다. 망원경의 가대들은 망원경의 무게를 지탱해주고 기계가 정확하게 위치를 잡을 수 있도록 고려해준다. 대다수의 망원경들은 매해에 걸쳐서 개발되어 왔는데 대부분의 노력으로 별들의 경로를 추적할 수 있는 장치도 넣게 되었다.

## 경위대식 가대
최초의 가대 형태는 오늘날 고도와 방위 혹은 경위대식으로서 알려져있다. 이러한 이름은 망원경이 고도에서 위아래로 혹은 경도에서 좌우로 분리되어 움직이도록 하는 체계의 한 방법으로 여겨진다. 이 가대의 한가지 제한은 망원경의 시야가 망원경 본체는 움직이지 않은 채 망원경 궤적의 속력을 변화시켜 한 예로 천체사진을 찍는 데 문제가 된다. 이러한 형태의 가대는 실제로 근래의 큰 망원경에 사용되고 또한 대중들에게 값싼 취미생활의 도구로 이용되어 온다.

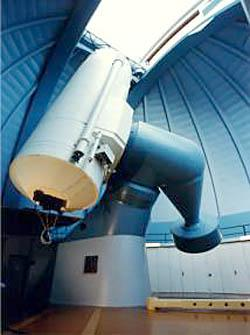
서포트 가대 (Stützmontierung) devised by Alfred Jensch

## 적도의식 가대
적도의식 가대의 전래는 몇세기 동안 대부분의 경위도식 가대를 많은 전문적인 사용자들이 바꾸어놓는데 있다. 수평면이 지구의 적도면과 평행할 때까지 경위도 체계를 기울여 올림으로써, 별들이 지구의 회전때문에 하늘을 가로질러서 따라와 생기는 arcsec범위 내에서 방위각이 움직인다. 이 축에 간단한 태엽장치를 붙임으로써, 적도부근의 체계는 오랜시간동안 관측이 용이하게 되었다. 또한 망원경의 시야가 회전하지 않기 때문에 결합된 모든 것은 단순한 도구들이 예를 들면 천체 사진에 사용되게 했다. 적도의식 가대는 여러 가지 형태로 생겼으며, 대부분 일반적인 형태는 독일식 가대, 포크식 가대, 그리고 적도의식 플랫폼이 있다.

## 같이 보기
- 망원경의 역사